# ジャン＝ジョゼフ・ウェールツ
ジャン＝ジョゼフ・ウェールツ（Jean-Joseph Weerts、姓は Weertz とも、1846年5月1日 - 1927年9月28日）はベルギー人の両親を持つフランスの画家である。

## 略歴
フランス北部ノール県のルーベでベルギー人の両親から生まれた。父親はアントウェルペンの美術学校で建築を学んだエンジニアで父親から製図を学んだ。1858年頃にルーベの美術学校で学び、1866年にはリールの展覧会に静物画を出展した。1867年にパリに移り、パリ国立高等美術学校に入学し、イジドール・ピルスやアレクサンドル・カバネルに学んだ。
1869年からパリのサロンに出展をはじめ、1872年に歌手のセレスティーヌ・ガッリ＝マリエの肖像画を描き、高い評価を受けた。代表的なアカデミック美術の画家となり、ピエール・ピュヴィス・ド・シャヴァンヌらの国民美術協会に参加し、ウェールツのスタジオには当時のフランスの上流階級の顧客が集まるようになり、作品は国に買い上げられた。
肖像画や、フランス革命やフランスの戦争を題材にした歴史画を描き、フランス革命期の愛国的な少年、ジョゼフ・バラの死を描いた1883年の作品は、複製印刷されてフランスの学校に配布された。ソルボンヌやパリ市庁舎など多くの公共施設の壁画も描いた。
1914年にレジオンドヌール勲章コマンドゥールの受勲者になった。

## 作品

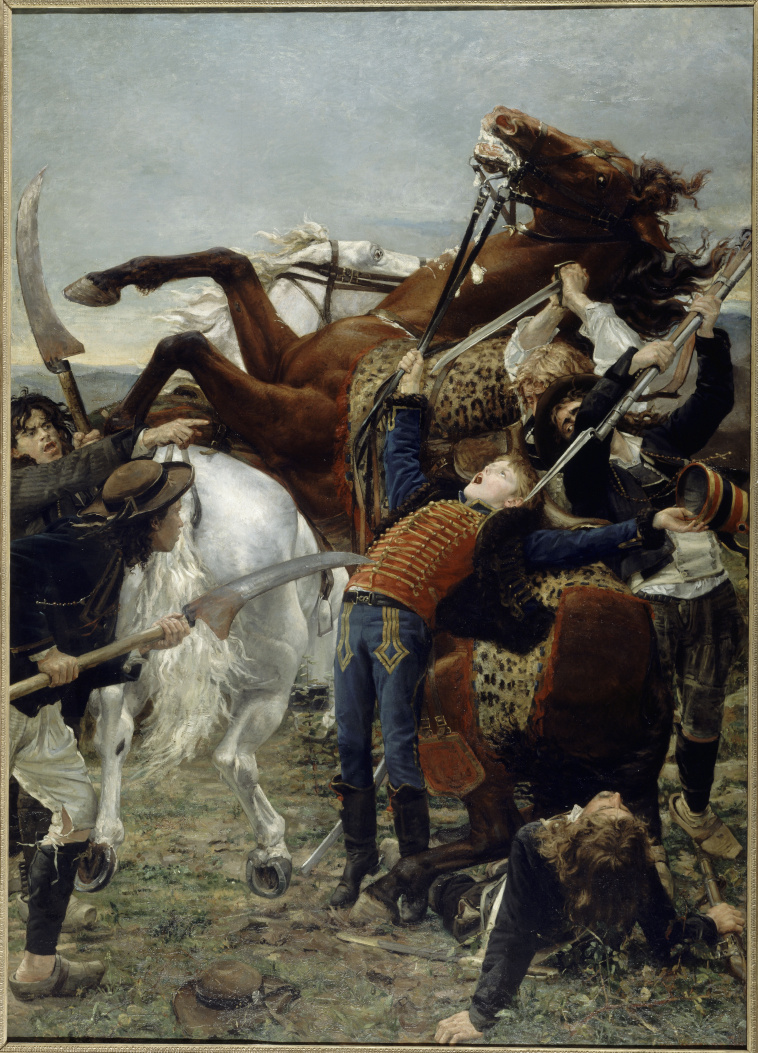
「ジョゼフ・バラの死」(1883) オルセー美術館 蔵
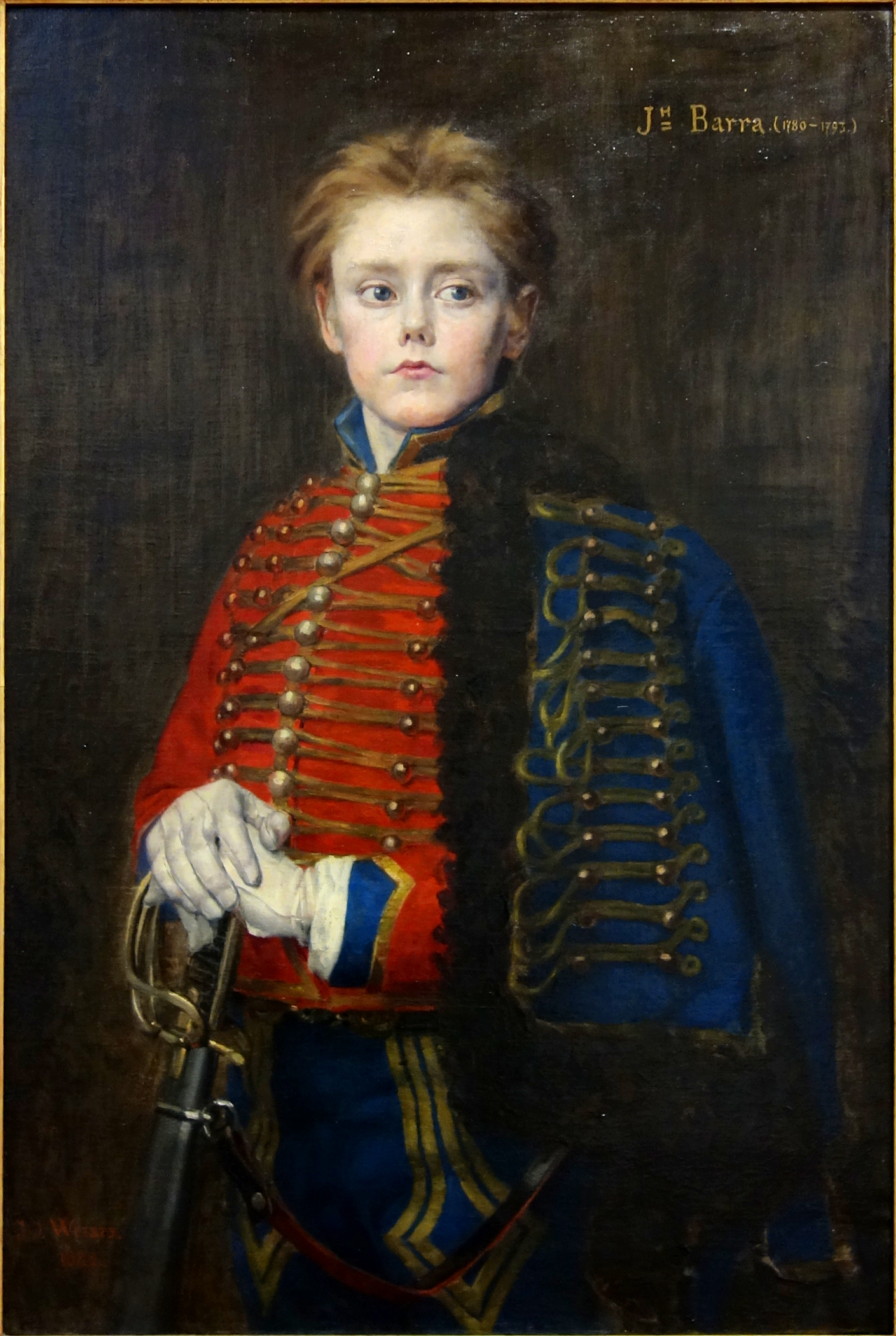
ジョゼフ・バラ(1882) Musée d'Art et d'Industrie de Roubaix 蔵
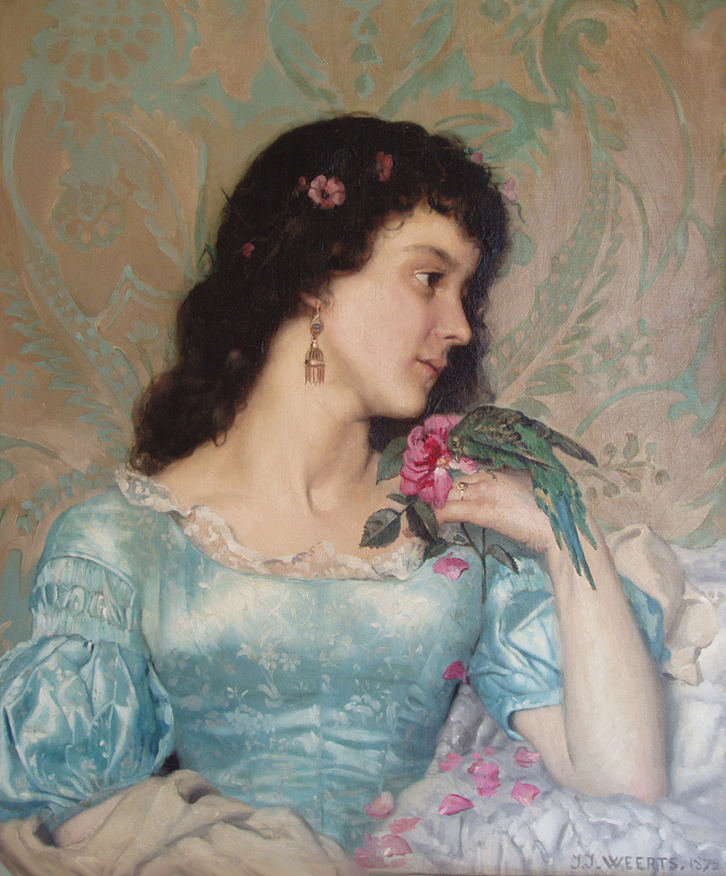
肖像画(1878)
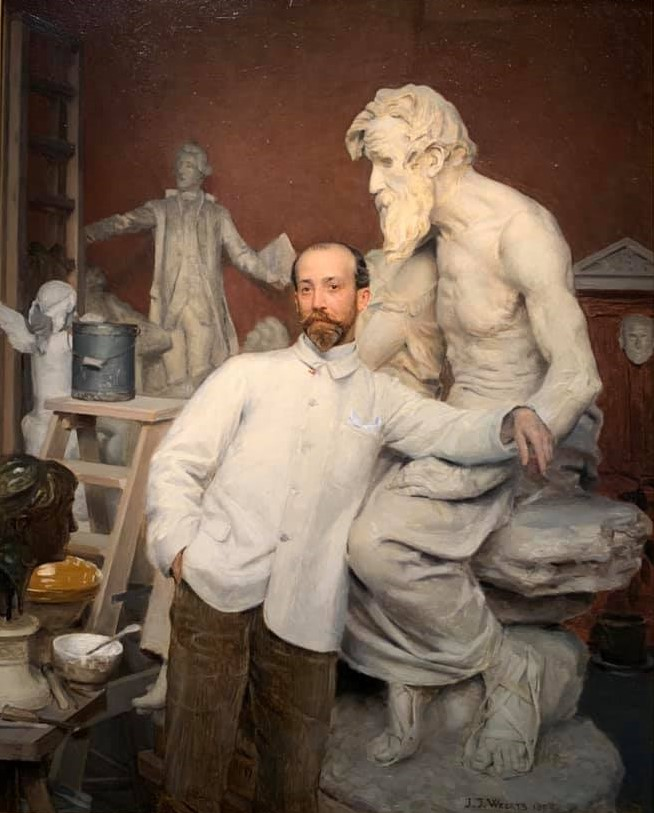
彫刻家、ジャン＝バティスト・ユーグの肖像画

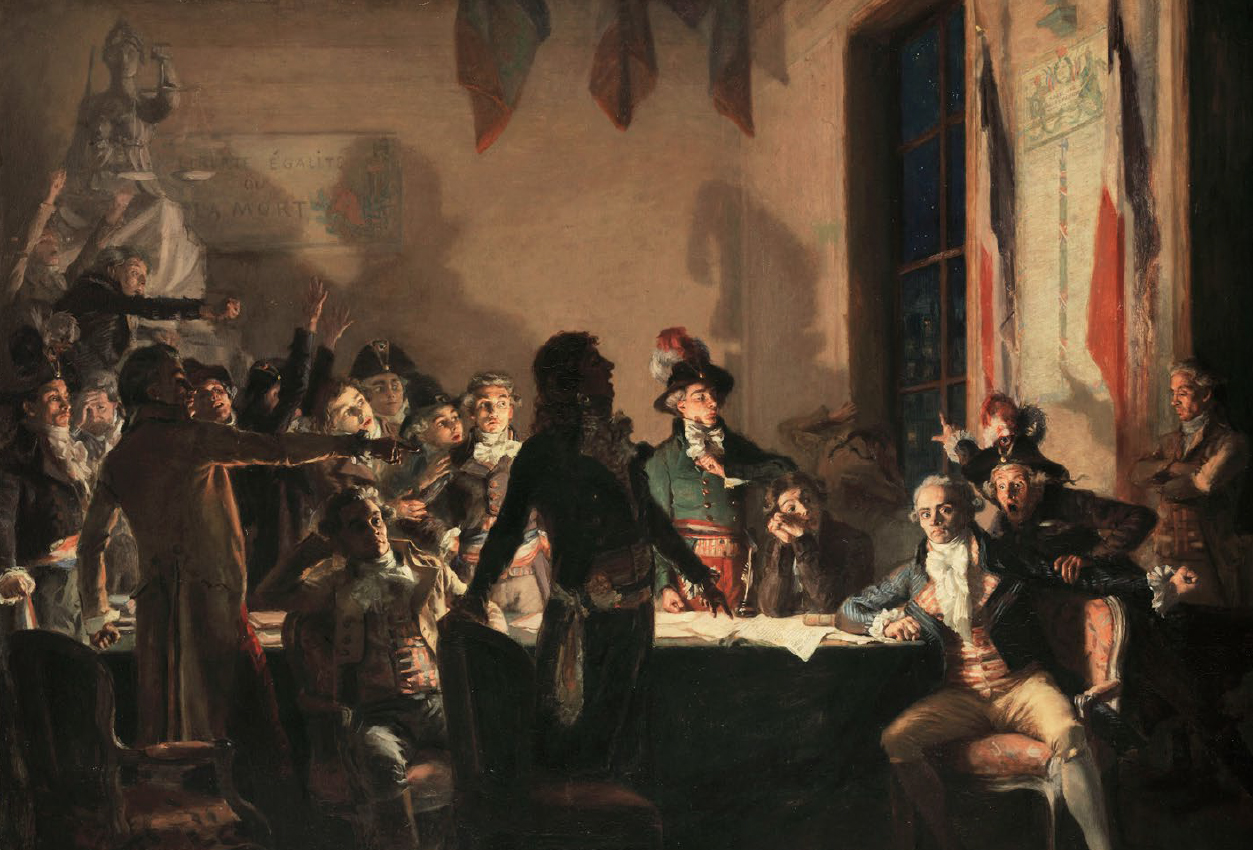
テルミドール9日のクーデターのロベスピエール
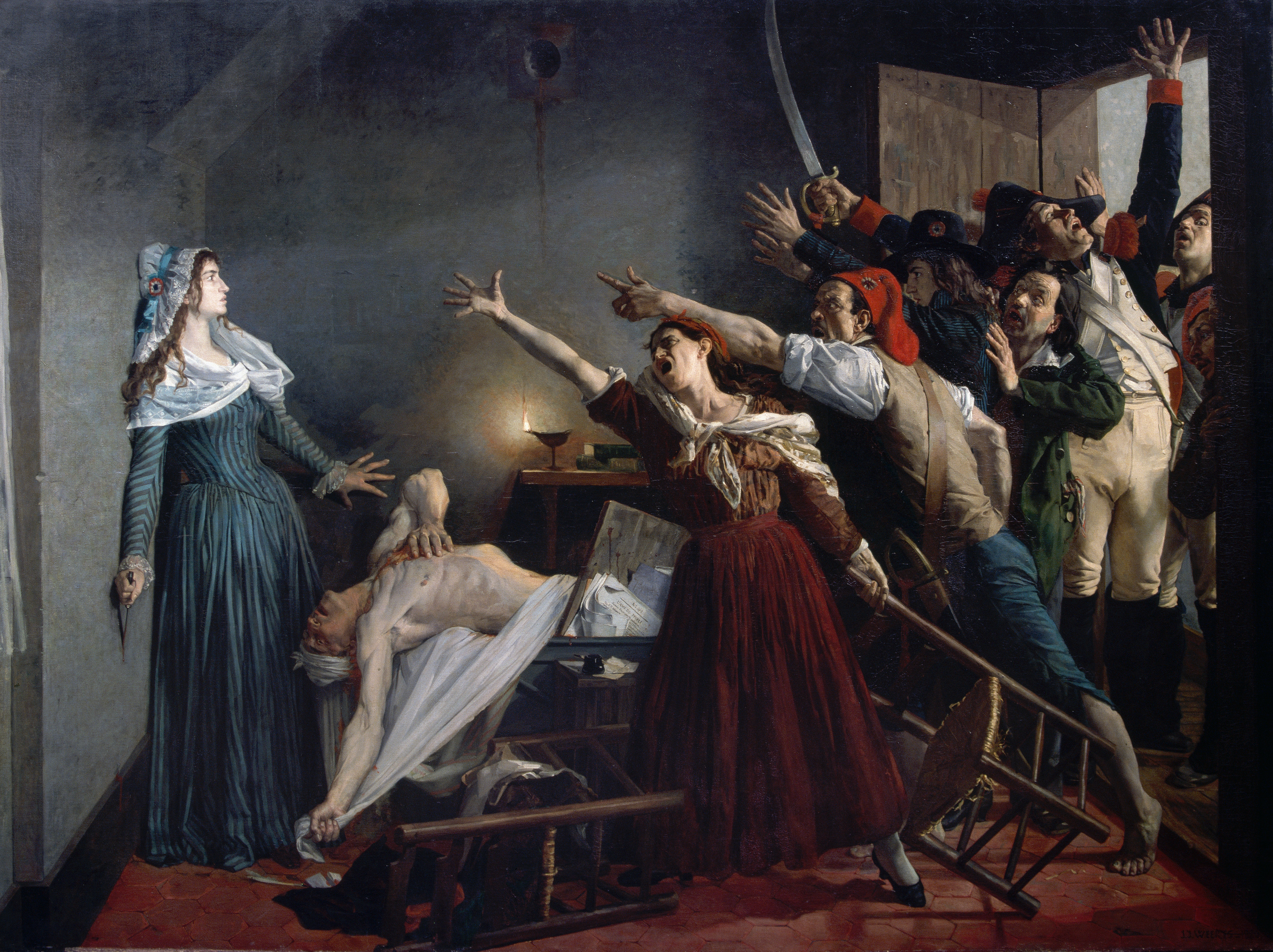
マラーの暗殺(1880)
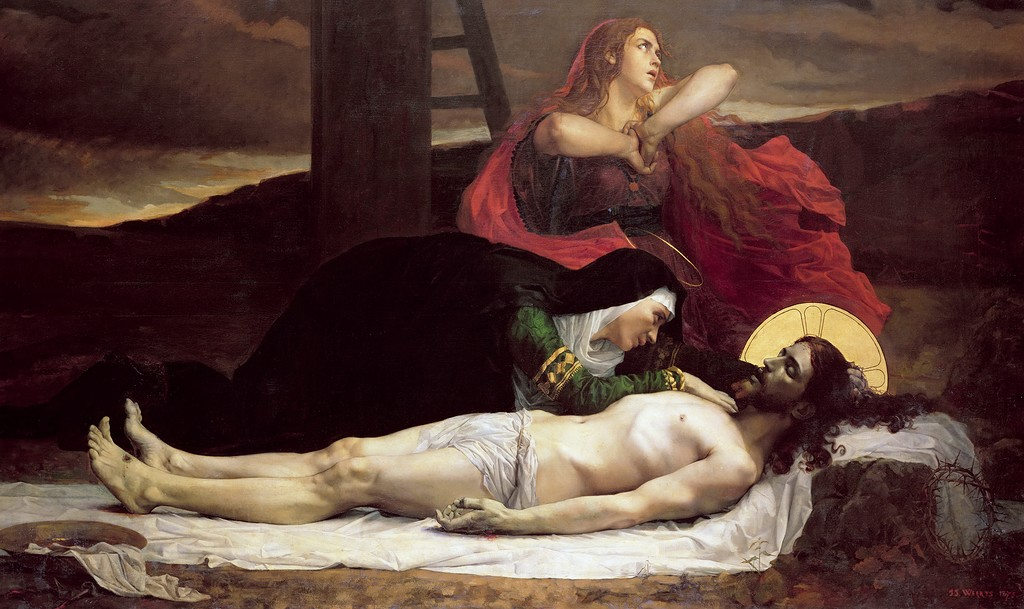
十字架降架